# Banja (cidade)
Banja (búlgaro: Баня) é uma cidade da Bulgária, localizada no distrito de Plovdiv. A sua população era de 3.498 habitantes segundo o censo de 2010.

## População
| Banja (cidade) | Banja (cidade) | Banja (cidade) | Banja (cidade) | Banja (cidade) | Banja (cidade) | Banja (cidade) | Banja (cidade) | Banja (cidade) | Banja (cidade) | Banja (cidade) | Banja (cidade) | Banja (cidade) | Banja (cidade) | Banja (cidade) | Banja (cidade) | Banja (cidade) | Banja (cidade) | Banja (cidade) | Banja (cidade) |
| --- | -------------- | -------------- | -------------- | -------------- | -------------- | -------------- | -------------- | -------------- | -------------- | -------------- | -------------- | -------------- | -------------- | -------------- | -------------- | -------------- | -------------- | -------------- | -------------- |
| Ano | 1887           | 1910           | 1934           | 1946           | 1956           | 1965           | 1975           | 1985           | 1992           | 2001           | 2002           | 2003           | 2004           | 2005           | 2006           | 2007           | 2008           | 2009           | 2010           |
| População |                |                |                | …              | …              | …              | …              | …              | 4,102          | 3,904          | 3,844          | 3,767          | 3,748          | 3,761          | 3,721          | 3,677          | 3,590          | 3,527          | 3,498          |
| Fontes: Instituto Nacional de Estatísticas, „citypopulation.de“, „pop-stat.mashke.org“, Bulgarian Academy of Sciences |                |                |                |                |                |                |                |                |                |                |                |                |                |                |                |                |                |                |                |